# فراخ‌باند
در مخابرات، فراخ‌باند (به انگلیسی: Broadband) یا عریض‌باند یا باندعریض انتقال داده با پهنای‌باند پَهنی است که سیگنال‌های متعددی را در طیف وسیعی از فرکانس‌ها و انواع ترافیک اینترنت حمل می‌کند، که امکان ارسال پیام‌ها به‌طور همزمان را فراهم می‌کند و در اتصال‌های سریع اینترنتی استفاده می‌شود. این رسانه می‌تواند کابل کواکسیال، فیبر نوری، اینترنت بی‌سیم (رادیویی)، زوج به‌هم‌تابیده یا ماهواره باشد.
در آن‌ها سرعت انتقال داده‌ها در محدودهٔ صدها کیلوبیت بر ثانیه و بیشتر است. به عبارت دیگر، پهنای‌باند فرکانسی این سامانه‌ها، صدها کیلوهرتز و بیشتر است. اصطلاح «فراخ‌باند» را نباید با عبارت «پهنای‌باند» اشتباه گرفت. در زمینه دسترسی به اینترنت، فراخ‌باند به معنای هرگونه دسترسی به اینترنت پرسرعتی است که همیشه روشن و سریعتر از دسترسی دایل-آپ از طریق سرویس‌های سنتی آنالوگ یا آی‌اس‌دی‌ان پی‌اس‌تی‌ان است.
قبل از اختراع فراخ‌باند خانگی، اینترنت دایال-آپ، تنها راه دانلود اطلاعات، موسیقی، فیلم و چک کردن پست الکترونیک بود. دانلود یک آهنگ با حجم متوسط ۳٫۵ مگابایت بسیار طول می‌کشید، یا دانلود یک فیلم با حجم ۷۰۰ مگابایت تقریباً ناممکن بود. اینترنت دایال-آپ از خط تلفن خانگی استفاده می‌کرد و کاربران می‌بایستی تصمیم می‌گرفتند که آیا پرداخت بهای آن ارزش دارد یا نه.
مودم کابلی اولین انتخاب در دسترس فراخ‌باند بود اما به دلیل کمبود کابل اینترنت در ابتدای سال ۱۹۹۷ برای مشترکان، فراخ‌باند تا ۲۰۰۱ متوقف شد. اینترنت فراخ‌باند سرعت دانلود مصارف خانگی را تا ۱۰ برابر نسبت به دایال-آپ افزایش داد. مشابه بسیاری از فناوری‌های جدید، در ابتدا بیشتر کاربران قادر به پرداخت هزینه‌های اینترنت سریع نبودند. در ۲۰۰۴ نیمی از خانواده‌های آمریکایی اینترنت فراخ‌باند را مقرون‌به‌صرفه می‌دانستند. از زمان معرفی، فراخ‌باند فراگیرتر و سرعت دسترسی آن بیشتر شده‌است.

## در مخابرات
فراخ‌باند اشاره به یک ارتباط با پهنای‌باند حداقل ۲۵۶ کیلوبیت بر ثانیه دارد. هر کانال، ۶ مگاهرتز پهنا دارد و از یک بازهٔ فرکانسی وسیع برای دریافت داده‌ها در شبکه استفاده می‌کند. پهنای‌باند وسیع‌تر یک کانال، یعنی ظرفیت بیشتر انتقال داده در کانالی با کیفیت مشابه. سامانه‌های فراخ‌باند معمولاً از فرکانس رادیویی متفاوتی استفاده می‌کنند که توسط سیگنال داده برای هر باند مدوله‌شده‌است.
در ارسال سیگنال‌های تلویزیون ممکن است است از فراخ‌باند استفاده شود چرا که قابلیت دریافت تعداد زیادی از کانال‌ها را داراست.
در مودم ۵۶کی، داده‌ها با سرعت ۵۶ کیلوبیت بر ثانیه بروی باند ۴ کیلوهرتزی خط تلفن انتقال می‌یابد. در نسخه‌های مختلف سرویس DSL که فراخ‌باند است، داده‌های دیجیتال را در فرکانس‌های بالاتر از ۴ کیلوهرتر خط تلفن انتقال می‌دهند. درنتیجه DSL می‌تواند همزمان سرویس تلفن (انتقال صدا) را نیز در یک زوج سیم خط تلفن انتقال دهد.

## در شبکه‌های کامپیوتری
شبکه‌های کامپیوتری برای انتقال دادهها از ارسال سیگنال به‌صورت باندِپایه (از مدولاسیون استفاده نمی‌کنند) استفاده می‌کنند. بیشتر نسخه‌های محبوب اِتِرنت بر اساس 10BASE5 دهه ۱۹۸۰ کار می‌کنند.
کل پهنای‌باند این رسانه بزرگتر از پهنای‌باند هر کانالی است.
فراخ‌باند 10BROAD36 نوع دیگری از اترنت بود که در ۱۹۸۵ استانداردسازی شد، اما از نظر اقتصادی موفق نبود. استاندارد DOCSIS در ۱۹۹۰ به منظور دسترسی به اینترنت کابلی برای مشتریان تلویزیون‌های خانگی ارائه شد.